# 弘 (龟兹王)
弘（？—46年），公元1世纪的龟兹（今新疆维吾尔自治区库车县）国王。
西汉被王莽所篡，对西域的统治放松。匈奴在西域的势力扩大。莎车国（今新疆维吾尔自治区莎车县）国王贤称霸西域，在公元46年（汉光武帝建武二十二年），攻打龟兹国，获得大胜，灭亡了龟兹，杀死了龟兹国王弘，莎车王贤立他的儿子则罗为龟兹王。